# Протестантизам
Протестантизам је једна од три највеће хришћанске вероисповести, уз католичку и православну.
Појам протестантизма обухвата широк распон теолошких и социјалних перспектива и видова организације, али је основно да протестантске цркве имају корене у протестантској реформацији у Европи из 16. века. Назив протестантизам долази од става неколико кнезова немачких држава који, у име Лутерове вере, протестују на састанку у Шпајеру 1529. године против одлуке Карла V да присилно убеди Лутера да се одрекне својих идеја.
Протестантизам (или протестантска реформација) је у почетку била реформска струја унутар Католичке цркве која се потом засебно организовала као протестни покрет против корупције Католичке цркве и њених „средњовековних измишљотина“. Данас учење о предодређењу у протестантизму, а посебно калвинизму, представља једну од доминантних тема.

## Настанак протестантског покрета у Немачкој
Дана 31. октобра 1517. Мартин Лутер (1483—1546), калуђер августиновског манастира у Ерфурту, професор библијских студија на Универзитету у Витенбергу, формулише 95 теза против теологије и праксе Индулгенције („свете“ трговине). Лутер није намеравао да створи другу Цркву, иако се саблазнио чињеницом да сама власт Римске цркве, коју посећује 1510—1511, штити и помаже злоупотребе са индулгенцијама (опросницама) ради смањења казни у пургаторијуму (чистилишту).
Јавно прикуцавање 96 теза на врата цркве у Витенбергу, увлачи га у сукоб са Католичком црквом и властима, пред које је позиван да се изјасни 1518. у Хајделбергу и Аугсбургу (пред кардиналом Кајетаном, папским изаслаником), а 1519. у Лајпцигу, где са Јоханом Еком расправља о супремацији папе и непогрешивости римских сабора. Године 1520. Мартин Лутер пише Вавилонско ропство Цркве. Исте године папа Лав Х (1513—1521) искључује га из Римске цркве, а 1521. Сабор у Вормсу осуђује. Протеран од Фридриха III Саксонског, Мартин Лутер се повлачи у замак Вартбург где преводи Нови завет на немачки и штампа га 1534. године.
Године 1522. поново долази у Витенберг да би изложио део својих идеја: проповедање речи, причешћивање верних. У доба побуне сељака (1524—1525) он подржава и прихвата њихов оштар став. На састанку у Шпајеру (1526. и 1529) Лутер је поново осуђен, али кнезови неких немачких држава противе се прогону протестаната. Касније, немачки протестантски кнезови формираће „Шмалкадшку лигу“ да би бранили протестантизам, али та акција није призната све до споразума у Пасауу 1532. године. На Сабору у Аугсбургу 1530. Лутер представља основна учења Реформације:
- Ауторитет Библије;
- Оправдање вером;
- Стварно присуство Христово у причешћу (против Улриха Цвинглија који је учио да је причешће просто сећање).

Мартин Лутер излаже ова учења у два катихизиса и у Шмалкалдшким чланцима (1537). У овом периоду Меланхтон (1497—1560) је био Лутеров конструктиван сарадник у протестантској теолошкој пропаганди, нарочито у штампању дела Loci Communes 1521, и у редиговању Аугсбуршког исповедања 1530, које и Лутер прихвата.

## Протестантски правци
Мартин Лутер је отворио пут не само низу теолошких спорова него и великом реформаторском покрету у целој Европи. Реформација је узела три главна правца:
- Лутеранство — у Немачкој, Скандинавији и у централној Европи;
- Калвинизам — у Швајцарској, Француској, Холандији и Шкотској;
- Англиканство — у Енглеској.

### Немачка
У Немачкој, лутеранство потпомажу немачки кнезови, али тек Вестфалским споразумом (1648), којим се завршава Тридесетогодишњи рат, а лутерани стичу једнака права са католицима. Године 1680. штампа се Књига слоге, која укључује два Лутерова катихизиса, Шмалкалдшке чланке, Исповедање и Аугзбуршку аиологију од Меланхтона и Формулу слоге.

### Швајцарска
У Швајцарској, реформација најпре продире у Цирих (1518) преко Хулдвајха (Улриха) Цвинглија (Huldveich Zwingli, 1484—1531), на кога је утицао Еразмо. За Цвинглија, реформација има друштвени и национални карактер, па он признаје секуларној власти право да се бави црквеним питањима. Године 1528. пише Коментар о правој и лажној религији, а 1529. сукобљава се са Лутером у Марбургу у тумачењу суштине причешћа, држећи да је Христос у причешћу присутан само духовно или символички.
Умире у бици код Капела (Kappel), бранећи Цирих од католичких швајцарских кантона. Жан Калвин (1509—1564), прогнани Француз који се бавио не само теологијом реформације него и организовањем заједница на презвитеријански начин — где је народ представљен преко презвитера лаика, увео је реформацију у Женеву. Он објављује 1536. године Институције хришћанске религије у којима прецизира разлике између своје и протестантске теологије. Калвин признаје две тајне: крштење и причешће; одбацује Цвинглијеву концепцију о символичкој вредности причешћивања; говори о „граду Божијем“, односно о црквеној организацији и дисциплини. Свакако најважније калвинистичко учење јесте „предестинација“ или доктрина „двоструког избора“, по којој је Бог пре стварања света једне изабрао за спасење, а друге за погибао; према томе, ови други су предодређени за осуду. У Цириху, реформацијски покрет даље води Јохан Хајнрих Билингер (Johann Heinrich Bullinger, 1504—1575), а у Женеви Теодор Беза (1519—1605).

### Француска
Под Калвиновим утицајем, реформација продире у Француску још 1555, и ту се веома брзо трансформише у политички покрет. Масакрирани 1572. године на ноћ Светога Вартоломеја, реформатори су затим заштићени 1589. године од протестанта Хенрика IV и признати „Нантским едиктом“ 1598. године.

### Холандија
У Холандију, реформација стиже већ 1523. године, али се први реформаторски Сабор држи у Дорту 1574. и на њему се прихвата хајделбершки Катихизис. Природа предестинације била је предмет теолошке расправе коју је водио Арминијус (1560—1609), који противно Калвину држи да Бог жели да се сви људи спасу, а не само избрани, пошто човек има стварно слободну вољу. Осуђено на Сабору у Дорту (1618—1619), Арминијево учење ипак је признато 1795. године.

### Енглеска
Године 1534. краљ Хенри VIII проглашава себе поглаваром Англиканске цркве, одбацивши тако ауторитет папе Климента П (1523—1534), који је 1532. поништио његов развод од Катарине Арагонске. Архиепископ кентерберијски Томас Кранмер (1547—1553) увео је реформацију у Енглеску, где се протестантски покрети са јеванђелским карактером беху појавили још под вођством Џона Виклифа (1320—1384). Томас Кранмер осуђен је као јеретик у Оксфорду 1556. године од стране краљице Марије Тјудор (1553—1558), која је хтела да поново уведе католицизам и да наметне власт папе у Енглеској. Томас Кранмер пише Правила Англиканске цркве и Молитвеник (1549—1552). Краљица Јелисавета I (1558—1603) прихвата реформацију чувајући при томе основне структуре католицизма, као што су епископат и литургија. Године 1563. англиканска доктрина прихваћена је у облику „39 чланова“.
У Шкотској, реформацију је увео Џон Нокс (1505—1572), који 1561. сачињава Књигу дисциплине.

### Чешка
У Чешкој, Јан Хус (1369—1415) и Јероним Прашки већ су били припремили реформацију. Али Лутеров утицај осећао се још 1524. године. Хусити постају калвинисти.

### Мађарска
Мађарска је претрпела оба утицаја: први лутерански Сабор се одржи 1545, а калвинистички 1557. године.

### Скандинавија
У скандинавске земље реформација стиже 1527: Сабор у Упсали 1593. године прихвата Аугсбуршко исповедање; у Данској и Норвешкој прве протестантске конгрегације организују се 1536. године.

## Контрареформација
Протестантска реформација није остала без одговора Католичке цркве. У том циљу, папа Павле III сазива Тридентски сабор (држан у три седнице 1545/1547, 1551/1552 и 1562/1563). Сабор ставља у дефиниције схоластичког типа католичке доктрине оспораване од Лутера: оправдање вером и делима, Седам тајни, целибат, чистилиште, индулгенцију, транссубстанцијацију, власт папе.
Исто тако, 1540. године Сабор одобрава оснивање језуитског реда ("Исусово друштво") под вођством Игњатија Лојоле (1491—1556), који као основну девизу има апсолутну послушност папи и пропагирање вере свим расположивим средствима. Да би ојачала контрареформу, Католичка црква поново је организовала Инквизицију („Конгрегацију свете службе“). „Индекс“ забрањених књига и антипротестантска теологија (нарочито Петра Канисије и Роберта Белармина) такође су коришћени као контрареформаторска оруђа.

## Историјски пресек протестантизма током векова
Следећих векова Протестантизам се огледа у великим теолошким системима, какав је нпр. „либерализам“. Један од највећих теолога протестантског либерализма јесте Фридрих Шлајермахер (1768—1834). Под утицајем немачког филозофа Имануела Канта (1724—1804) - који негира вредност рационалних доказа и метафизичких спекулација за доказивање постојања Бога јер религија има само моралну основу - Шлајермахер сматра да је суштина религије искуство, а оно се састоји у осећању апсолутне независности од Бога. И дански филозоф Серен Киркегард (1813—1855) противи се рационалним доказима вере, пошто је Бог непознат онако као што се Он чини познатим, дакле "incognito". Вера је лична одлука да се „ризикује“. У овој епохи о теолошким питањима изјашњавају се и велики филозофи. Ако за Канта теологија не може заменити филозофију, по Георгу В. Ф. Хегелу (1770—1831), оснивачу апсолутног идеализма, стварност или свет јесте манифестовање апсолутнога Духа. Христос је највише манифестовање божанскога Духа који се налази и у другим облицима и процесима света. Фридрих Ниче (1844—1900) учи против свих хришћанских вредности изјављујући: „Бог је мртав“. Други протестантски теолози и историчари овога покрета јесу: Албрехт Ричл (1822—1889); Валтер Раушенбуш (1861—1918), који пише Теологију за социјално Јеванђеље, Албер Швајцер (1875—1965), који поново враћа у дискусију кИњцеп-цију о Царству Божијем; и посебно Адолф фон Харнак (1851—1930), писац дела Суштина хришћанства.
Карл Барт, оснивач дијалектичке теологије, заузи-ма чврст став против протестантског либерализма. У Коментару на Римљане (1919. и 1922) он вели да се човек налази под откривеном речју Божијом, једином везном тачком између Бога и човека. Његова догматика усредсређена је на идеју суверености Бога. Хришћанство није „религија“, односно организација религиозних човекових тежњи, него откривење о којем се може говорити само помоћу дијалектичких метода доказа и против-доказа. Из исте школе потиче и Емил Брунер (1889—1965). Заједно са Мартином Нимелером, Карл Барт се диже против германских хришћана и формира „Исповедајућу Цркву“, која у мају 1934. прихвата „Декларацију Бармен“. Теолози која се баве политичким импликацијама вере јесу: Дитрих Бонхефер (1906—1945), убијен од нациста, који је написао дело Цена бити ученик (1937); Мартин Лутер Кинг (1929—1968), мученик „ненасиља"; Јозеф Хромадка (+1969), који подржава „хуманизовање“ политичких односа.
Рудолф Бултман (1884—1976) држи да Јеванђеља више износе теологију или веру првих општина него што описују историјска дела Исуса из Назарета. Нови завет пун је митских концепција тога времена; зато, да би се саопштио у данашњим научним терминима, он треба да се „демитологизује“. Исту линију тумачења прихвата и англикански епископ Џ. А. Т. Робинсон, који 1963. године штампа Honest to God. Теологију „смрти Бога“ формулисао је Паул ван Бурен а преузео је Томас Џ. Џ. Алтизер. Харви Кокс (The Secular City, 1966) тврди да се Бог данас манифестује у процесима друштвених промена. Волфхарт Паненберг, професор из Минхена, подржава историчност догађаја описаних у Новом завету, а Јирген Молтман из Тибингена, познат по делу Теологија наде (1965), показује друштвене и социјалне импликације Крста Христова.
У Сједињеним Америчким Дравама Паул Тилих (1886—1965) објављује Систематску теологију (1951, 1957. и 1963) и разрађује однос културе, религије и филозофије, док Рејнолд Нибур (1893—1971), који пише дело Природа и судбина човека (1941—1943), расправља о односу теологије, друштвене етике и политике.
Протестантска теологија Латинске Америке стоји под утицајем „теологије ослобођења“, у чијој обради учествују и католички теолози. По њој, библијска порука треба да се тумачи у категоријама датог културног контекста, како би се могле утаначити њене практичне импликације. Најпознатији протестантски и католички теолози који прихватају метод контекстуалне теологије су: Густаво Гутијерез (Лима - Перу); Хуан Луис Сегундо (Монтевидео - Уругвај); Хосе Мигез Бонињо (Буенос Ајрес - Аргентина); Хосе Порфирио Миранда (Мексико).

## Основне одлике
Независно од својих основних тежњи да реформише схоластичку теологију Католичке цркве, протестантизам је изнео на површину неколико конфесионалних посебних учења:
- Ауторитет речи Божије. Свако учење и хришћанска пракса треба да се темеље на библијској истини. Супротно католичком учењу, да су Библија и Традиција извори и норме вере, једнаки и паралелни, а да је Традиција једини законити и непогрешиви тумач Библије, протестантизам одбацује све што нема чврсту основу у Писму. Ни Традиција, ни ауторитет папе, нити Црква, не могу се сматрати посредницима између верника и Библије. Ни „природно“ откривење нема неку улогу у богопознању. Библија и Бог говоре непосредно онима који имају веру, која је дар. Јеванђеље благодати додељује се покајаном вернику силом Духа Светога, проповедањем речи. Начелно, Реформација се дигла против контемплативног мистицизма, као и против спекулативне и схоластичке теологије. Познање је исход двоструког сведочења: спољашњег, библијским штивом, и унутрашњег, Духом Светим. Мистика је јерес. Бог се не може свести ни на природу, ни на историју, нити на лично искуство, зато што Библија говори о суверенитету и величанствености Бога. Признавање Бога за „Господара“ историје представља једну од суштинских идеја протестантизма.
- Спасење благодаћу Божијом или оправдање једино вером. Верник је „оправдан“, односно Христос му је опростио Својом искупитељском жртвом, а не кроз његова сопствена дела. Верник ужива извесност свога избора зато што је сам Христос изабран од Бога. Вера је прихватање тог дара опроштаја који Бог даје у име Христово. Дела нису услов оправдања ни додатак вери, него плод, доказ оправдања. Лутер напада праксу индулгенција баш због тога што она подсећа на теологију добрих дела. Он одбацује посредништво Дјеве Марије и Светих, као и чистилиште, молитву за умрле и индивидуално исповедање грехова. Спасење није у одговорности човековог напора да га заслужи, већ у одговорности да га изабере, док је само спасење (опроштење и ослобођење од греха) Божје дело.
- Невидљива Црква, или Богом изабрани народ, позната је само Богу. Она нема сталну апостолску структуру ни служеће свештенство. Ни свештеник као посредник, ни Литургија као жртва, ни учење о транссубстанцијацији, не налазе се у Библији. Лутер прихвата као тајне које је установио Христос само крштење и причешће, а њих може вршити сваки верник, на основу свеопштег свештенства. Лаици имају право да читају и тумаче Библију, да узимају учешћа у заједници и у богослужењу. Лутер је за употребу националног језика у богослужењу. Он је против клира (као свештенства) и целибата свештеника. Црква увек остаје под судом Божијим и у сталном је процесу обнављања ("semper reformanda).
- Символи вере старе Цркве и учења установљена на Васељенским Саборима нису ништа друго до историјски облици вере и стога они имају споредну вредност за тумачење Библије. Они могу бити правило тумачења ако садрже јеванђелско учење“. Начелно, Лутер не признаје доктринарну црквену инстанцу (папски магистериј) за формално непогрешиву. У Шмалкалдшким правилима (1537) он говори о три древна символа вере: Апостолском, Никејском и Халкидонском. Меланхтон прихвата три исповедања вере као и четири Васељенска Сабора, а Калвин препоручује догмате ових Сабора.
- Учење о опроштају грехова и оправдању вером није ништа друго до резиме учења о суштини греха и палој људској природи. Реформација је метнула акценат на непоправљиву грешност човека и на Адамово човештво које је лишено благодати, а не на нову судбину и ново човештво у Христу. Онтолошки и космички аспект искупљења у овим учењима није јасан. Обновљење човека релативно је јер он увек остаје „у исто време оправдан и грешан“. Зато и протестантска етика снажно наглашава личну побожност.

## Резултати реформације
Без јединствене структуре ни на равни вере нити на плану црквене организације, реформација је охрабрила формирање независних неконформистичких група које су се веома лако одвајале од скоро основаних протестантских цркава. Тако се у следећим деценијама и вековима јављају: пуритански покрет, конгрегационистички покрет (у Енглеској), анабаптисти и баптисти (у Швајцарској, Немачкој, Моравској, Енглеској), покрет „буђења“, методисти и презвитеријанци (у Енглеској и Америци), „ученици“ или „друштво пријатеља“ Квекери (Quakers), а у наше време евангелистички и пентакостални покрет.